# Citrato dissódico
Citrato dissódico é um composto com fórmula Na2H(C3H5O(COO)3). É o sal ácido de sódio do ácido cítrico.